# Balquhidder

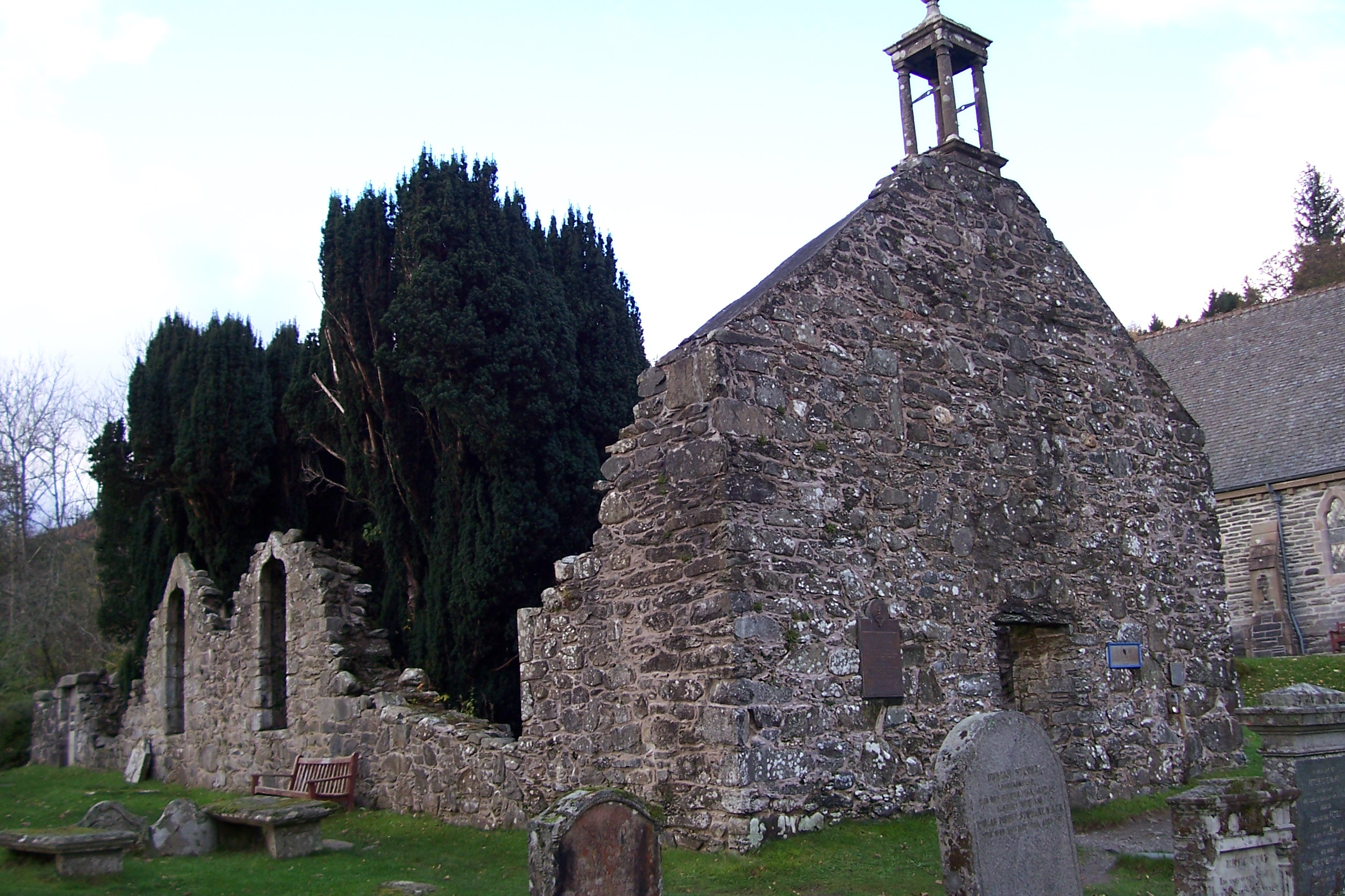
Balquhidders gamla kyrka

Balquhidder (skotsk gaeliska: Both Chuidir som uttalas bal-hw-idder) är en liten by i den skotska kommunen Stirling. Byn ligger nedanför bergsområdet Braes of Balquhidder vid toppen av sjön Loch Voil. Dalen Balquhidder Glen är ett populärt frluftsområde lämpligt för fiske och vandring.